# (6189) Völk
(6189) Völk es un asteroide perteneciente al cinturón de asteroides, región del sistema solar que se encuentra entre las órbitas de Marte y Júpiter, más concretamente a la familia de Vesta, descubierto el 2 de marzo de 1989 por Eric Walter Elst desde el Observatorio de La Silla, Chile.

## Designación y nombre
Designado provisionalmente como 1989 EY2. Fue nombrado Völk en homenaje a Elisabeth Völk, secretaria en la sede del Observatorio Europeo Austral en Garching, donde es la principal responsable de la administración de las placas de ESO Schmidt. Durante la campaña de observación de julio de 1994 sobre el cometa D/1993 F2 (Shoemaker-Levy 9), hizo un excelente trabajo resolviendo tantos problemas que ocurrieron en ese momento. Durante todos los años (1987-1994) del programa de observación Uccle-ESO en planetas menores, se ha convertido en una muy buena amiga del descubridor.

## Características orbitales
Völk está situado a una distancia media del Sol de 2,304 ua, pudiendo alejarse hasta 2,615 ua y acercarse hasta 1,993 ua. Su excentricidad es 0,134 y la inclinación orbital 5,942 grados. Emplea 1278,01 días en completar una órbita alrededor del Sol.

## Características físicas
La magnitud absoluta de Völk es 13,6. Tiene 3,982 km de diámetro y su albedo se estima en 0,443. 